# Екатеринбургский метрополитен
Екатеринбу́ргский метрополите́н (до 1992 года — Свердло́вский метрополите́н) — метрополитен Екатеринбурга. Эксплуатант — ЕМУП «Екатеринбургский метрополитен».

## Описание
Последняя — шестая система, открытая в РСФСР после Московского, Ленинградского (позже — Петербургского), Горьковского (позже — Нижегородского), Новосибирского и Куйбышевского (позже — Самарского) метрополитенов, одиннадцатая в СССР и на постсоветском пространстве после Московского, Петербургского, Киевского, Тбилисского, Бакинского, Харьковского, Ташкентского, Нижегородского, Новосибирского и Самарского метрополитенов, первая на Урале и шестая в России после Московского, Петербургского, Нижегородского, Новосибирского и Самарского.
За 2023 год Екатеринбургский метрополитен перевёз 44 656 677 человек.

## История

### Проектирование
Первые сообщения о возможном строительстве метрополитена в Свердловске начались в начале 1960-х годов, когда началась стремительная застройка новых микрорайонов и расширение жилых площадей, из-за чего появилась потребность в появлении нового, скоростного вида транспорта в городе. По ранним проектам, метро должно было состоять из двух линий, которые бы пересекали город с запада на восток и с севера на юг. Полноценные же разговоры об этом начались только в начале 1967 года, когда в городе родился миллионный житель, что позволило включить Свердловск в список полноценных претендентов на строительство метрополитена.
Одновременно с этим, начался сбор данных для технико-экономического обоснования (ТЭО) строительства метрополитена, который проводился московским институтом «Гипрокоммундортранс», что позволило уже к началу 1970-го собрать необходимые данные (в том числе по гипотетическим направлениям строительства), по которым предполагалось строительство трёх линий метро, пересекающихся в центре города по станциям «Площадь 1905 года», «Геологическая» и «Театральная». По предварительному плану, на осуществление работ отводилось 32 года (август 1980 — август 2012).
Параллельно с этими процессами, «Свердловскгражданпроект» при разработке генплана по развитию города на ближайшее десятилетие, было предоставлено обоснование необходимости метрополитена для развития города. С принятием генплана в 1972 году, уже в 1974 году в плане развития транспортной сети города было утверждено строительство городского метрополитена. Борис Ельцин, будучи первым секретарём Свердловского обкома КПСС в начале 1980-х годов, так объяснил выбор маршрута первой очереди метрополитена между площадью 1905 года и районом Уралмаш: «Уралмашевцы заслужили право возвращаться домой с первомайской и октябрьской демонстраций на метро!».
В 1973 году началось бурение скважин для геологической разведки в рамках изучения возможностей по строительству метрополитена, а также изучение городского пассажиропотока. Уже в 1975 году министерство путей сообщения выделила средства на проектирование Свердловского метрополитена. Исполнителем проекта стал «Харьковметропроект», который уже к 1976 году завершил ТЭО, по которому рекомендовалось соорудить первую очередь метро по двум пусковым участкам — «Проспект Космонавтов»—"Площадь 1905 года" и «Геологическая»—"Чкаловская" (вместе со станцией «Бажовская», позднее отменённой).

### Начало строительства
После окончания ТЭО были приняты постановления Совета министров СССР о строительстве метрополитена. Уже в начале 1978 года была создана дирекция метрополитена, а на подготовительные работы было выделено 500.000 рублей, однако де-факто только с 1982 года большая часть средств для строительства начали предоставляться не с городского, а союзного бюджета. Само строительство началось только 28 августа 1980 года, когда в торжественной обстановке, на стадионе «Локомотив», экскаватор начал выкапывание форшахты будущей станции Уральская (горнопроходнические работы на территории станции начались в сентябре этого же года). В это же время, распоряжением Совета министров СССР № 2377р от 21.11.1980 г., технический проект и его стоимость были окончательно утверждены.
Однако, начались первые проблемы. Хоть строительство и началось быстрыми темпами, основная проходка начинала требовать больше времени, чем планировалось, а из-за перегрузки Харьковметропроекта, документация готовилась с большими запозданиями, из-за чего пришлось передать проектные работы в пользу регионального института «Уралгипротранс».
К 1982 году началось строительство перегонных тоннелей между станциями Уральская и Машиностроителей, а также были заготовлены котлованы для будущих станций метро. В это же время был создан «Свердловскметрострой», что позволило дирекции метро начать работать только с одним подрядчиком.
По плану метро планировалось открыть в 1990 году, однако обком взял на себя «социалистические обязательства» открыть метро на год раньше — 7 ноября 1989 года, из-за чего строительство развернулось сразу по всей территории пускового участка. 1 июля 1988 года МПС СССР учредил новое транспортное предприятие — «Свердловский метрополитен». В марте 1989 года первая группа машинистов была отправлена на обучение в Харьков, а также закуплено 54 вагона.
Однако планы запуска метрополитена в 1989 году не были выполнены. Не открылось метро и в 1990 году. Не хватало рабочей силы, из-за чего даже машинистам будущего метро пришлось участвовать в строительстве. К концу перестройки начались проблемы с финансированием, а снабжение строительства начало происходить по остаточному принципу от столичных строек. Пусковой участок экстренно сокращается до линии Проспект Космонавтов—Машиностроителей.

### Начало работы
Первый пробный поезд прошёл путь от электродепо «Калиновское» до станции «Машиностроителей» 30 декабря 1990 года, после чего началась обкатка подвижного состава и завершение строительных работ.
Официально метрополитен открылся 26 (27) апреля 1991 года, когда на станции «Машиностроителей» состоялся митинг, а уже на следующий день — начало перевозки пассажиров. Поезда двигались челночным способом, а интервал движения составлял 5 минут. Из-за нецелесообразности открытия (длина маршрута была всего 2,8 километра, которые успешно преодолевались на троллейбусе за 10 минут, метро состояло всего лишь из 3 станций) пассажиропоток был крайне мал, из-за чего использовалось только два вагона из четырёх. Ситуация улучшилась только с открытием станции «Уральская» 22 декабря 1992 года, что увеличило пассажиропоток в четыре раза (интервал увеличился до 8 минут) и обеспечило экономико-транспортную целесообразность линии.
22 декабря 1994 года были открыты станции «Динамо» и «Площадь 1905 года», после чего началось нормальное кольцевое движение поездов, а челночное движение кануло в небытие. В 1997 году планировалось открытие «Геологической», а в 2000 году — «Бажовской» и «Чкаловской»; уже в 1995 году началось сооружение тоннелей второго пускового участка, осенью 1997 года миновав котлован станции «Бажовская», а в декабре 1998 года завершив прокладку на территории станции «Чкаловская».
После окончания работ по прокладке тоннеля начались совсем тяжёлые времена: денег на строительство метрополитена катастрофически не хватало, метростроители устраивали массовые забастовки и голодовки, многие были уволены или сокращены.
З0 декабря 2002 года была открыта новая станция метро — «Геологическая», после чего работы по развитию линии окончательно заглохли. Уже через год Свердловскметрострой объявил себя банкротом, а мэрия назвала строительство «Бажовской» нецелесообразным, стремясь как можно скорее продвинуться на юг к новому микрорайону — «Ботанической».
Строительство продолжения пускового участка шло очень долго и болезненно, из-за чего решение об открытии «Чкаловской» и «Ботанической» единым пусковым участком было принято только в 2009 году, однако и это не сбылось — 28 ноября 2011 года была открыта «Ботаническая», и только 28 июля 2012 — «Чкаловская».
| Участок                                 | Дата открытия |
| --------------------------------------- | ------------- |
| Проспект Космонавтов — Машиностроителей | 27.04.1991    |
| Машиностроителей — Уральская            | 22.12.1992    |
| Уральская — Площадь 1905 года           | 22.12.1994    |
| Площадь 1905 года — Геологическая       | 30.12.2002    |
| Геологическая — Ботаническая            | 28.11.2011    |
| Чкаловская                              | 28.07.2012    |

## Технические характеристики
Технические характеристики по состоянию на 2023 год
Количество линий — 1;
Количество действующих станций — 9;
Протяжённость линий — 12,7 км;
Средняя длина перегона — 1,42 км;
Самый длинный перегон — «Машиностроителей» — «Уральская» (≈ 2,31 км);
Самый короткий перегон — «Площадь 1905 года» — «Геологическая» (≈ 1,01 км);
Число эксплуатационных депо — 1;
Участковая скорость — 40,1 км/ч;
Средняя техническая скорость — 49,16 км/ч;
Доля в общегородских перевозках — 25,51 %;
Количество станций мелкого заложения — 4;
Количество станций глубокого заложения — 5;
Количество станций с одним выходом — 4;
Количество станций с эскалаторами — 7;
- Количество эскалаторов — 25, из них:
  - ЭТ-3М — 15 эскалаторов;
  - ЭТ-5М — 6 эскалаторов;
  - Е-55Т — 4 эскалатора.
- Количество вагонов — 70;
- Размер платформы для приёма состава из 5 вагонов;
- Время в пути — 19 минут;
- Численность работников по эксплуатации — 1200;
- Затраты на перевозку 1 пассажира — 38,59 рублей.

## Пассажиропоток
| Год            | 1991  | 1992  | 1993  | 1994  | 1995  | 1996  | 1997  | 1998  | 1999  | 2000  |
| -------------- | ----- | ----- | ----- | ----- | ----- | ----- | ----- | ----- | ----- | ----- |
| Млн пассажиров | 4     | ▼3    | ▲13   | ▲15   | ▲24   | ▼21.5 | ▼20.7 | ▲23.6 | ▲27.1 | ▲29.5 |
| Год            | 2001  | 2002  | 2003  | 2004  | 2005  | 2006  | 2007  | 2008  | 2009  | 2010  |
| Млн пассажиров | ▲34   | ▲38   | ▲40   | ▲43.6 | ▲45   | ▲46.4 | ▲48.9 | ▼37.9 | ▼37.6 | ▼37.2 |
| Год            | 2011  | 2012  | 2013  | 2014  | 2015  | 2016  | 2017  | 2018  | 2019  | 2020  |
| Млн пассажиров | ▲38.3 | ▲47.6 | ▲52.4 | ▼51.9 | ▼49.9 | ▼49.2 | ▲49.3 | ▼48.3 | ▼46.3 | ▼27.3 |
| Год            | 2021  | 2022  | 2023  | 2024  | 2025  | 2026  | 2027  | 2028  | 2029  | 2030  |
| Млн пассажиров | ▲35,8 | ▲38,9 | ▲44,7 | ▲48,5 |       |       |       |       |       |       |

## Пользование метрополитеном

### Правила пользования
Правила пользования метрополитена города Екатеринбурга определяются Правительством Свердловской области. Действующая редакция принята областным правительством постановлением № 780-ПП от 7 ноября 2019 года. Нарушения норм пользования метрополитеном влекут административную ответственность.

### Оплата проезда
Оплата проезда в Екатеринбургском метрополитене производилась через жетоны метро (до 1 апреля 2025 года), Екарту и банковские карты. Так, до 2012 года оплата осуществлялась через кассы и кассовые автоматы, а с 2012 года на территории метрополитена начал работать безналичный способ оплаты сначала с помощью Екарты, а позже — с помощью банковских карт. При этом, имеется возможность оплатить полноценный тарифный план.
В метрополитене также запущена оплата по биометрии: на станциях метро установлены и запущены терминалы для оплаты проезда с помощью биометрии. С 13 января 2025 скидка 10 рублей с 33 до 23, при пользовании биометрией.

### Беспроводная связь и интернет
Все станции Екатеринбургского метрополитена покрыты сетью операторов сотовой связи, работающих в Екатеринбурге: «Мотив», «МТС», «Билайн», «Yota», «МегаФон» и «T2».

### График работы
- Метрополитен работает для пассажиров с 6:00 до 00:00, при этом отправление последних поездов осуществляется в 00:02 и 00:05 с конечных станций метрополитена[39].
- Ровно в 00:30 эскалаторы отключаются, а последние поезда прибывают в 00:27 минут[40].
- Интервал работы в час-пик — 3-4 минуты, а вне него — до 10-12 минут. В выходные дни интервал составляет от 9 минут до 12 минут[39].

### Автоинформатор
Объявления автоинформатора происходит при отправлении и прибытии электропоезда на станцию. Объявление на русском осуществляется мужским, а на английском — женским голосом. Данный вариант был предложен в преддверии Чемпионата мира по футболу 2018. На 2024 год объявления станций осуществляются только на русском языке.

## Директоры
- Иван Александрович Титов с 1991 года по 2 марта 2011 года[41];
- Владимир Владимирович Шафрай — с 4 марта 2011 года по 12 января 2017 года[42];
- Андрей Михайлович Панаиотиди — с 12 марта 2017 года[43].

## Линии Екатеринбургского метрополитена
На текущий момент Екатеринбургский метрополитен состоит из одной линии, однако она сама, как и гипотетические, именуется в цифровом порядке или по её цветовой гамме.
| № | Наименование | Год открытия | Год открытия последней станции | Длина (км) | Число станций | Среднее расстояние между станциями (км) | Средняя глубина (−) или высота (+) станций (м) | Время проезда по линии (мин) |
| - | ------------ | ------------ | ------------------------------ | ---------- | ------------- | --------------------------------------- | ---------------------------------------------- | ---------------------------- |
| 1 | Первая линия | 1991         | 2012                           | 12.7       | 9             | 1.3                                     | 25.4                                           | 19                           |
| 2 | Вторая линия | —            | —                              | 13.6       | 9             | ~1.2                                    | ~20                                            | ~20                          |
| 3 | Третья линия | —            | —                              | 14.8       | 9             | ~1.4                                    | ~35                                            | ~20                          |

## Перспективы
Генеральным проектом метрополитена предусмотрена сеть из трёх линий, формирующая в центре города пересадочный треугольник. На линиях, общей протяжённостью более 40 км, предполагается построить 39 станций (включая пересадочные).
| Район             | Количество станций |
| ----------------- | ------------------ |
| Орджоникидзевский | 3                  |
| Чкаловский        | 2                  |
| Ленинский         | 2                  |
| Октябрьский       | 0                  |
| Железнодорожный   | 2                  |
| Кировский         | 0                  |
| Верх-Исетский     | 0                  |
| Академический     | 0                  |

### Первая линия

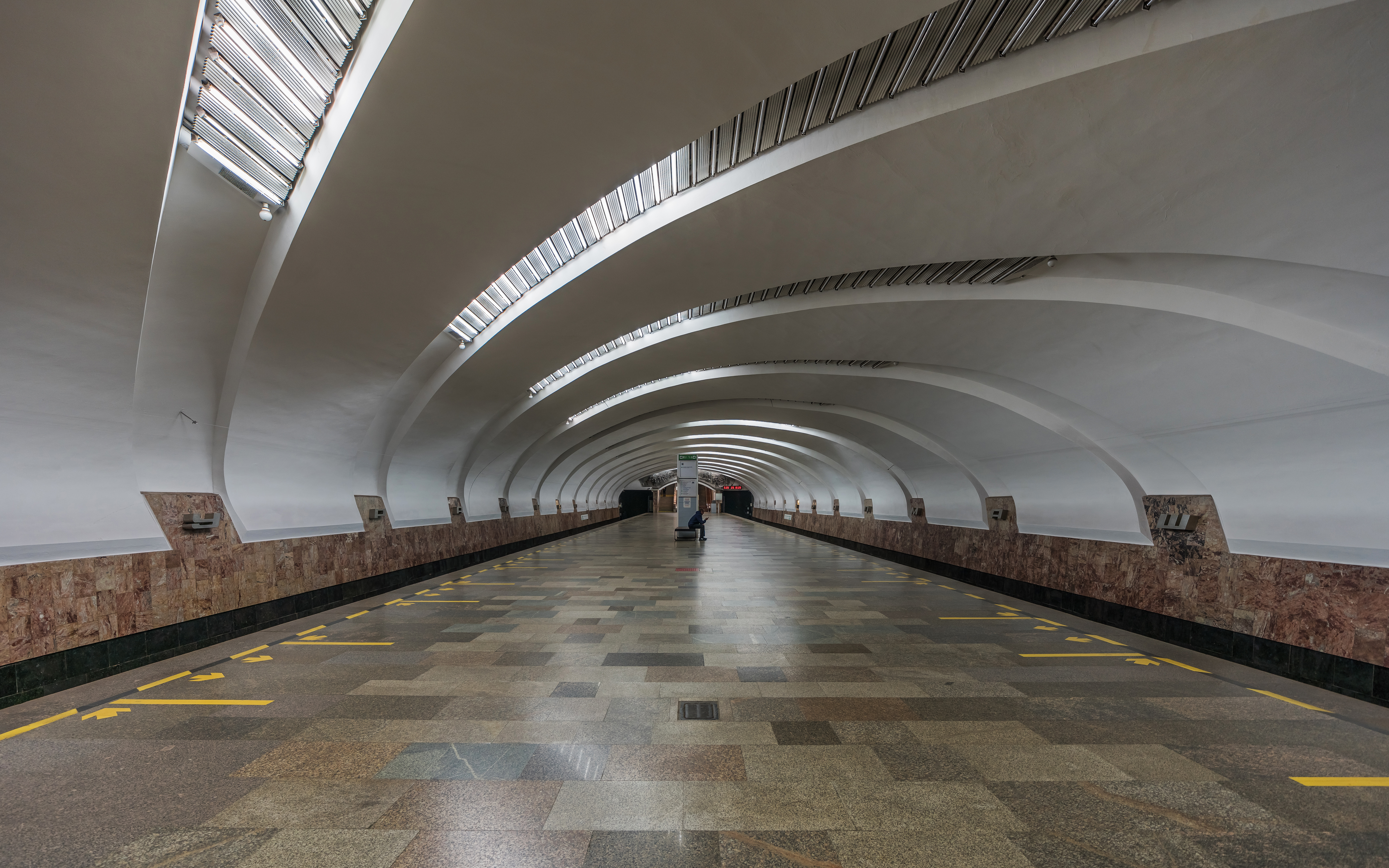
Станция «Уралмаш»

Завершилось строительство последнего пускового участка (протяжённость — 4,28 км, эксплуатационная длина — 4,19 км), состоящего из двух станций: «Чкаловская» (в районе Южного автовокзала) и «Ботаническая» (в микрорайоне Ботанический). Станция «Ботаническая» открыта 28 ноября 2011 года, ввод станции «Чкаловская» из-за недопоставки заводом «ЭЛЭС» частей эскалаторов состоялся позднее, 28 июля 2012 года. Открытие этих станций привело к существенному увеличению общего пассажиропотока метро. Протяжённость линии с девятью станциями составила 13,8 км, используемая длина — 12,7 км.
Помимо этого, на линии выполнен задел под станцию «Бажовская», которая должна находиться между «Геологической» и «Чкаловской»; строительство этой станции отложено на неопределённый срок. Существуют также планы продления первой линии — на юг до жилого района Уктус (станция «Уктусские горы») и на север в район Эльмаша (станция метро «Калиновская»).
В июне 2019 года екатеринбуржец Максим Кожин предложил сооружение наземной открытой станции возле электродепо по аналогии с самарским «Юнгородком». Это, по его мнению, помогло бы существенно сократить расходы.
В 2024 году была озвучена идея продления линии на три станции, две из которых будут расположены на севере, одна — на юге.

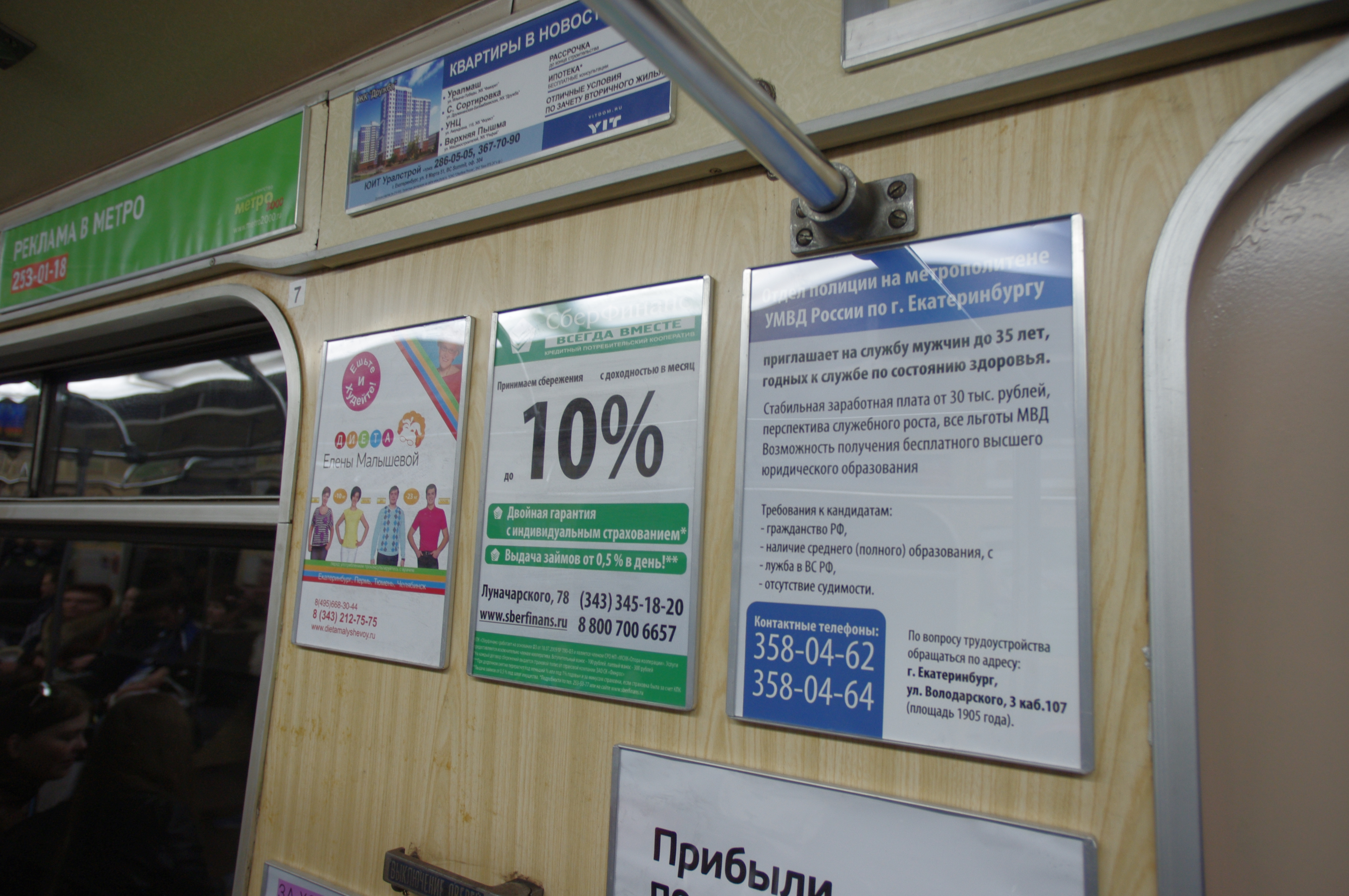
Реклама в вагоне метро

### Вторая линия
Существуют планы строительства второй линии, которую предполагается сооружать по направлению с запада на восток Екатеринбурга. Окончательная её длина и количество станций постоянно пересматриваются: в июне 2012 года планировалось строительство линии от станции «Верх-Исетская» до станции «Каменные Палатки». Первый пусковой участок протяжённостью 4,5 км включает четыре станции: «Металлургическая», «Татищевская», «Уральских коммунаров», «Площадь 1905 года»), причём первые три будут строиться открытым способом (в котловане). Проходка тоннелепроходческим комплексом начнётся из района «ВИЗ-Правобережный» в сторону «Площади 1905 года». Для строительства планируется привлечь новый горнопроходческий комплекс и отказаться от использовавшегося ранее комплекса «ВИРТ».
В районе станции «Татищевская» планируется узел пересадки на трамвай в направлении района Академический.
Согласно заявлениям сити-менеджера Екатеринбурга Александра Якоба и замглавы администрации города Владимира Крицкого, первый пусковой участок (ВИЗ — центр) планировалось запустить к 2018 году (то есть за 5—6 лет), но приступить к строительству возможно будет только при наличии источников софинансирования из бюджетов разных уровней: городской бюджет планировал выделить четверть необходимых денег, область продолжала поиск источников финансирования, в федеральном бюджете денег на софинансирование строительства метро не заложено.
В 2013 году планировалось, что общая стоимость работ по строительству первого пускового участка линии в количестве четырёх станций оценивается в 32—32,5 млрд рублей, что составляет 60 % от стоимости всей линии длиной 13,65 км. В рамках городского бюджета на 2013 год были выделены бюджетные средства на разработку рабочего проекта 1-го пускового участка линии, само проектирование так и не завершилось. По состоянию на май 2013 года велись только предпроектные разработки, конкурс на само проектирование не был объявлен.
В январе 2015 года заместитель главы города А. Высокинский заявил, что при почти полном отсутствии областного и федерального финансирования денег на строительство второй линии нет.
В октябре 2016 года было запланировано строительство первой очереди второй линии из 4—6 станций к 2023 году.
2 ноября 2016 года был утверждён новый план второй линии метрополитена: от станции «Металлургическая» до станции «Каменные палатки» через «Площадь 1905 года». Первый пусковой участок будет состоять из станций: «Металлургическая», «Татищевская», «Уральских коммунаров», «Площадь 1905 года». Строительство должно было начаться в 2021 году.
По словам заместителя Председателя Правительства России Аркадия Дворковича, до 2019—2020 годов государственное финансирование строительства метрополитенов, в том числе и в Екатеринбурге, не предусмотрено.
На начало 2017 года стоимость полного строительства второй линии составляла 90 млрд рублей. Проектирование планировали начать не ранее 2020 года. Однако в проекте бюджета Свердловской области на 2020 год и плановый период 2021—2022 годов расходных статей на строительство метрополитена также нет.
На пресс-конференции 19 декабря 2019 года президент Российской Федерации Владимир Путин на вопрос о возможности строительства второй линии метрополитена в Екатеринбурге ответил: «вначале построим первую в Красноярске».
В проекте бюджета Екатеринбурга на 2022 год средства на создание проектной документации второй линии метрополитена не предусмотрены. План пока в разработке мэром Екатеринбурга.
Согласно инсайдерской информации портала URA.RU от директора мастерской Генплана Екатеринбурга Павла Скачкова, также предполагается три варианта: строительство перехода на «Ботанической», непостроенной «Бажовской», либо же организация от неё так называемого «вилочного движения» — разделения одной линии на две части.

## Именные поезда
- «25 лет Екатеринбургскому метрополитену» — один из двух составов модели 81-717.5М/714.5М, полученных в 2011 году, курсировал в именной раскраске с 5 апреля 2016 года по лето 2017 года. Внешний дизайн поездов является сходным с внешней раскраской именного поезда «Красная стрела 75 лет», запущенного в Московском метрополитене десятью годами ранее, от которого дизайн Екатеринбургского именного метропоезда отличается только надписью на боковых бортах и числом на дверях вагонов[78].
- «30 лет Екатеринбургскому метрополитену» — один из двух составов модели 81-717.5М/714.5М, полученных в 2011 году. Состав был приурочен к юбилею со дня открытия метрополитена, 27 апреля 2021 года. На бортах размещены исторические и современные фотографии метрополитена, в салоне на стенах вместо рекламы архивные документы, исторические фотографии и история создания метрополитена в столице Урала. Также имеется информатор объявляющий станции, записанный детьми сотрудников метрополитена. Состав ходил до января 2022 года[79].
- «Космический Состав» — один из составов модели 81-717.5. Курсирует в именной окраске с 17 апреля 2024 года. Кузов поезда был оформлен в «Космическую раскраску» с надписями о Дне Космонавтики, салон поезда не отличается от обычных моделей 81-717.5. Также имеется информатор объявляющий станции, записанный космонавтом Сергеем Прокопьевым[80].
- «Состав Победы», посвященный 80-летней годовщине в Великой Отечественной войне. Тематическое оформление (внутреннее и внешнее) было сделано на четырехвагонном составе модели 81-717.5. В составах размещена информация о трудовых и боевых подвигах свердловчан в период ВОВ.

## Музей
27 апреля 2016 года в честь 25-летия со дня пуска первого электропоезда был открыт ведомственный музей, посвящённый истории Екатеринбургского метрополитена. Музей находится в здании Управления Екатеринбургского метрополитена. На открытии музея присутствовал мэр города Екатеринбурга Евгений Ройзман. Музей доступен только сотрудникам или гостям предприятия.

## Проблемы эксплуатации подвижного состава
В феврале 2023 года стало известно, что два поезда Екатеринбургского метрополитена не прошли полагающиеся им по сроку эксплуатации модернизацию в филиале завода «Метровагонмаш» в Санкт-Петербурге, расположенном на ОЭВРЗ, ввиду чего их запуск на линию для пассажирских перевозок невозможен, что угрожает списанием (утилизацией) составов, несмотря на то, что их выпускают на линию для обкаток с целью поддержания составов в рабочем состоянии.